# Gran Turismo (spelserie)
Gran Turismo (förkortat GT) är namnet på en serie på racingspel från Japan utvecklade av Polyphony Digital och publicerade av Sony Computer Entertainment. Kazunori Yamauchi är producent och designer till serien. Dessa spel finns endast till Playstationkonsoler.
I spelserien ingår bland annat följande titlar:
- Gran Turismo (släpptes 1997/1998. Finns endast till Playstation).
- Gran Turismo 2 (släpptes 1999/2000. Finns endast till Playstation).
- Gran Turismo 3: A-Spec (släpptes 2001. Finns endast till Playstation 2).
- Gran Turismo 4 Prologue (släpptes 2003/2004. Finns endast till Playstation 2).
- Gran Turismo 4 (släpptes 2005. Finns endast till Playstation 2).
- Gran Turismo HD (släpptes 2006. Finns endast till Playstation 3).
- Gran Turismo 5 Prologue (släpptes 2007/2008. Finns endast till Playstation 3).
- Gran Turismo (PSP) (släpptes 2009. Finns endast till Playstation Portable).
- Gran Turismo 5 (släpptes 2010. Finns endast till Playstation 3).
- Gran Turismo 6 (släpptes 2013. Finns endast till Playstation 3).
- Gran Turismo Sport (släpptes i oktober 2017 till Playstation 4).
- Gran Turismo 7 (släpptes i mars 2022 till Playstation 4 och Playstation 5[2])